# Salsa (musica)
Con il termine salsa vengono denominati vari ritmi, in gran parte caraibici, popolari in molte nazioni latinoamericane. Non è chiaro chi e perché abbia dato questo nome a tale genere musicale, ma esso risulta in ogni caso appropriato, in quanto si riferisce, per l'appunto, alla "mescolanza" di ritmi e sonorità musicali.
Essa, in seguito all'emigrazione di molti cubani e portoricani negli Stati Uniti, ha risentito dell’influsso della musica jazz e si è arricchita di elementi sudamericani, raggiungendo inoltre notorietà internazionale.

## Storia del genere

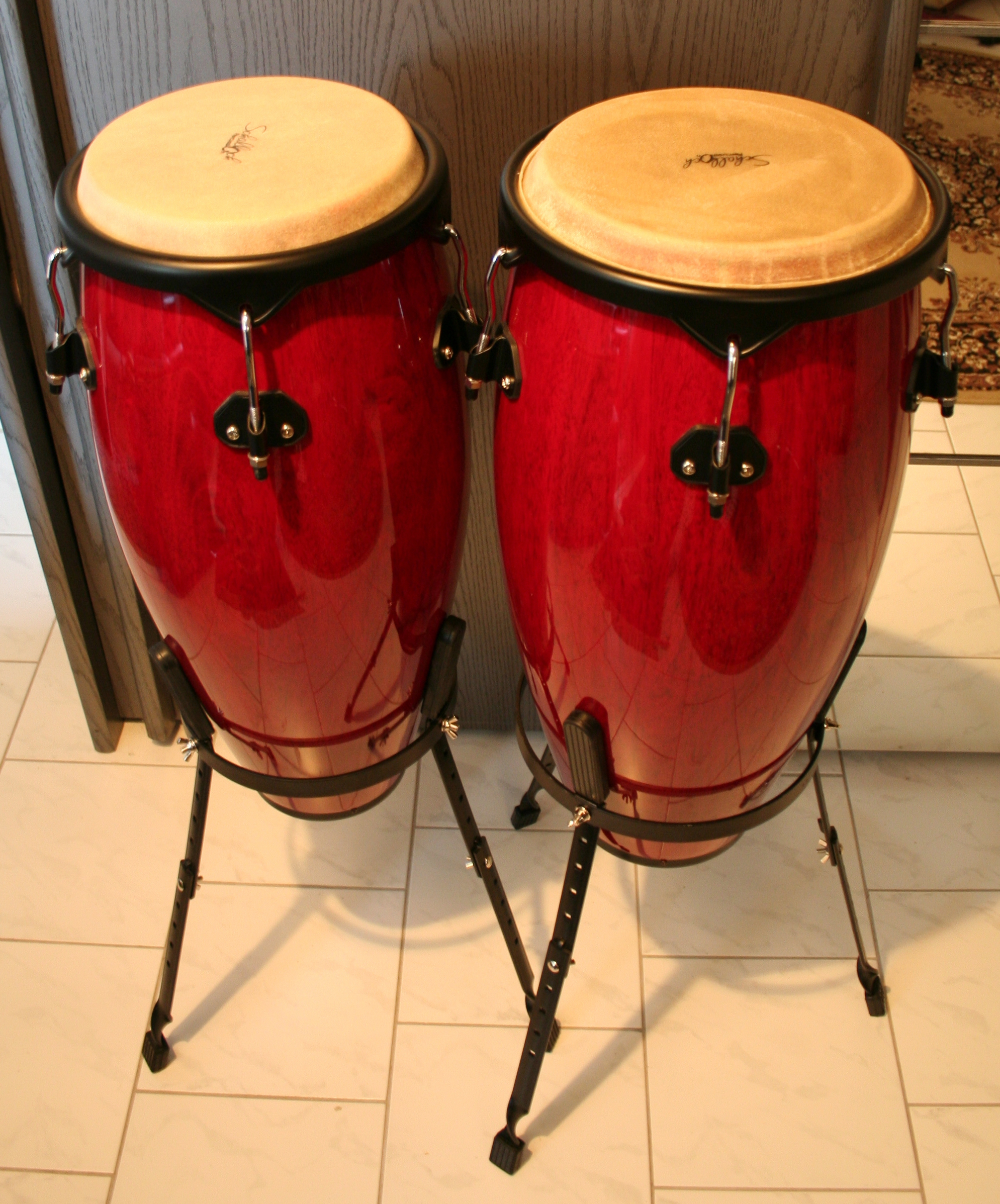
Conga, strumenti a percussione per la salsa

Nel 1933 il cubano Ignacio Pineiro scrisse le canzoni Donde estabas a noche, Don lengua, A la lae la la ed Echale salsita (a metà di quest'ultimo brano il cantante grida "salsa" per indicare l'aumento del ritmo e l'inizio del duetto con il coro sulla base della "clave"). Negli anni '40 Arsenio Rodríguez compose Papaupa, un son ben riuscito, El devorcio e Fuego en el 23 (successivamente cantato anche dalla Sonora Poncena). Negli anni '50 il cubano Machito formò a New York il gruppo Afro-cuban Salseros, Josè Curbelo compose le canzoni la Familia, La La La, Sun Sun babae (cantate successivamente da Oscar de Leon e Ray Barreto) e Mambo cha cha cha, il cubano Cheo Marquetti costituì il complesso "Conjunto Los Salseros" e Benny More scrisse Vertiente Camaguey, Castellano que bueno baila usted,Santa Isabel de las layas e Soy Campesino.
Salsa è anche il nome dell'omonimo ballo comunemente danzato su questo tipo di musica.
Comunque, il termine è stato usato dagli immigrati cubani a New York in analogia con lo swing (Jones and Kantonen, 1999).
La salsa incorpora vari stili e varianti; il termine può essere utilizzato per descrivere quasi tutti i generi musicali di derivazione cubana più popolari (come son, cha cha cha e mambo). Uno stile particolare fu sviluppato da gruppi di immigrati cubani e portoricani dell'area di New York City alla metà degli anni settanta, con derivazioni stilistiche come la salsa romantica degli anni ottanta.
Le radici della salsa si possono ritrovare negli antenati africani che furono portati nei Caraibi come schiavi dagli spagnoli. In Africa, è molto comune vedere persone che fanno musica suonando strumenti come la conga e la pandereta, strumenti comunemente usati nella salsa, creando una musica simile alla salsa.
Il più diretto antenato della salsa è il son montuno di Cuba, che è una combinazione di influenze europee e africane. La plena portoricana, il calypso di Trinidad, il reggae giamaicano, il rock americano, il merengue dominicano e la cumbia colombiana sono altre fonti di ispirazione durante il melting pot newyorchese degli anni 1970. Il background prevalentemente spagnolo di Porto Rico unito alle popolazioni africane, andaluse e indigene di Cuba formano le basi della salsa, a partire da Arsenio Rodríguez (El devorcio, Dumdumpanza), Benny Morè (Que bueno baila usted, Vertiente Camaguey, Son guayiro), Cheo Marquetti, Roberto Fatz, Tito Puente, Tito Rodríguez, Pérez Prado, Machito e Felix Chappotín, Aragon e Riverside negli anni quaranta.
Nei due decenni successivi, la continua successione di stili latinoamericani di successi come mambo, rumba, cha cha cha e charanga raffinano e sviluppano gli elementi del son montuno, raggiungendo una grande popolarità negli Stati Uniti, in Europa e in Giappone.
La crescita della salsa moderna, comunque, si dice sia iniziata nelle strade di New York alla fine degli anni 1960. A quel tempo, il pop latino non era più una delle forze trainanti della musica americana, avendo perso terreno rispetto a doo-wop, R&B e rock and roll. L'influenza degli immigrati latini, in particolare cubani (come Arsenio Rodríguez, José Curbelo e Machito) e portoricani, a New York, e la volontà di queste persone di sentirsi più vicine ai loro paesi, portò alla crescita della salsa. La casa discografica di New York Fania Records lanciò molti dei primi cantanti e musicisti salsa. Fondata da Johnny Pacheco, l'illustre carriera di Fania iniziò con El Malo di Willie Colón e Héctor Lavoe nel 1967, seguito da una serie di melodie del son montuno e della plena che portarono allo sviluppo della salsa nel 1973.
Da New York, la salsa si espanse a Cuba, Porto Rico, Repubblica Dominicana, Colombia, Perù, Messico, Venezuela e altri paesi latinoamericani. Cantanti come Tito Puente e Celia Cruz divennero nomi familiari, non solo tra i latini del Nordamerica ma in tutti i Caraibi. Più tardi, gruppi come El Gran Combo, Los Van Van e The Apollo All Stars con, tra gli altri, Roberto Roena ne seguirono le orme.
Gli anni settanta videro varie innovazioni musicali tra i musicisti salsa. I Cuatro portoricani furono aggiunti da Yomo Toro e Larry Harlow introdusse il pianoforte elettronico, mentre voci come Cheo Feliciano e Celia Cruz adottarono alcune canzoni brasiliane. Ray Barretto, Tipica 73, Conjunto Clásico, Rubén Blades e Eddie Palmieri furono altri artisti importanti di quest'epoca, mentre Peregoyo y su Combo Vacano portarono influenze colombiane nella salsa e introdussero la salsa nel loro paese. Per l'inizio degli anni 1980, la lunga leadership di Fania Records fu indebolita dall'arrivo di TH-Rodven e RMM, mentre Joe Arroyo fece della Colombia un centro nevralgico per la salsa.
Gli anni ottanta furono un'epoca di diversificazione, mentre la salsa popolare si sviluppò nella dolce e tenera salsa romantica, con testi inneggianti all'amore e al romanticismo, e nella sua cugina più esplicita, la salsa erotica. Noches Calientes' di José Alberto (1984) è considerato l'inizio di quest'epoca che fu presto dominata da star portoricane. Per la fine degli anni ottanta, la salsa aveva influenzato il Rap latino e trovato artisti come Sergio George che avevano riportato la musica al mambo originario e aggiunto un'importante sezione di trombone.
La salsa durante gli anni ottanta si espanse inoltre in Messico, Argentina, Perù, Europa e Giappone; in quest'ultimo paese, in particolare, fu resa popolare della famosa Orquesta del Sol. L'Orquesta del Sol divenne famosa anche in molti paesi latinoamericani. La Colombia continuò le sue innovazioni nella salsa per tutti gli anni ottanta e artisti come Fruko, Los Nemus del Pacifico e Latin Brothers aggiunsero influenze di cumbia, mentre gli anni novanta videro Carlos Vives inserire il vallenato nella salsa colombiana. Roberto Torres, originario di Cuba, inventò la charanga-vallenata negli anni ottanta, facendo di Miami un centro per la salsa. Questa situazione aiutò il lancio della carriera di Gloria Estefan, una cubana che divenne una grande star americana, e altri che aiutarono la nascita del Miami Sound, un miscuglio di rock e pop. La salsa venezuelana divenne popolare, specialmente Oscar D'León, mentre altri, come Nelson Pueblo, aggiunsero influenze di llanera. Cano Estremera divenne un famoso cantante di salsa alla fine degli anni ottanta.
Sviluppatasi dalla salsa cubana, la timba nacque su ritmi songo e fu inventata da gruppi come Los Van Van e NG La Banda. Per l'inizio degli anni novanta, questo tipo di salsa originaria di Cuba divenne nota come timba ed ebbe successo in tutto il mondo. Un altro tipo di salsa cubana è il songo-salsa, molto veloce.
La salsa ha fatto segnare una crescita costante e ora domina le radio di molti paesi dell'America Latina. Inoltre, molti artisti latini, come Marc Anthony, e l'ancor più famosa Gloria Estefan, hanno avuto successo come crossover, entrando nel mercato pop angloamericano con hit dal gusto latino, solitamente cantati in inglese.
Le più recenti innovazioni nel genere includono ibridi come il merengue elettronico e il salsaton (incrocio tra reggeton e salsa), insieme alla salsa gorda.
Particolare è lo stile del gruppo portoricano Puya, che fonde il thrash metal e il rap con la salsa.

## Voci correlate

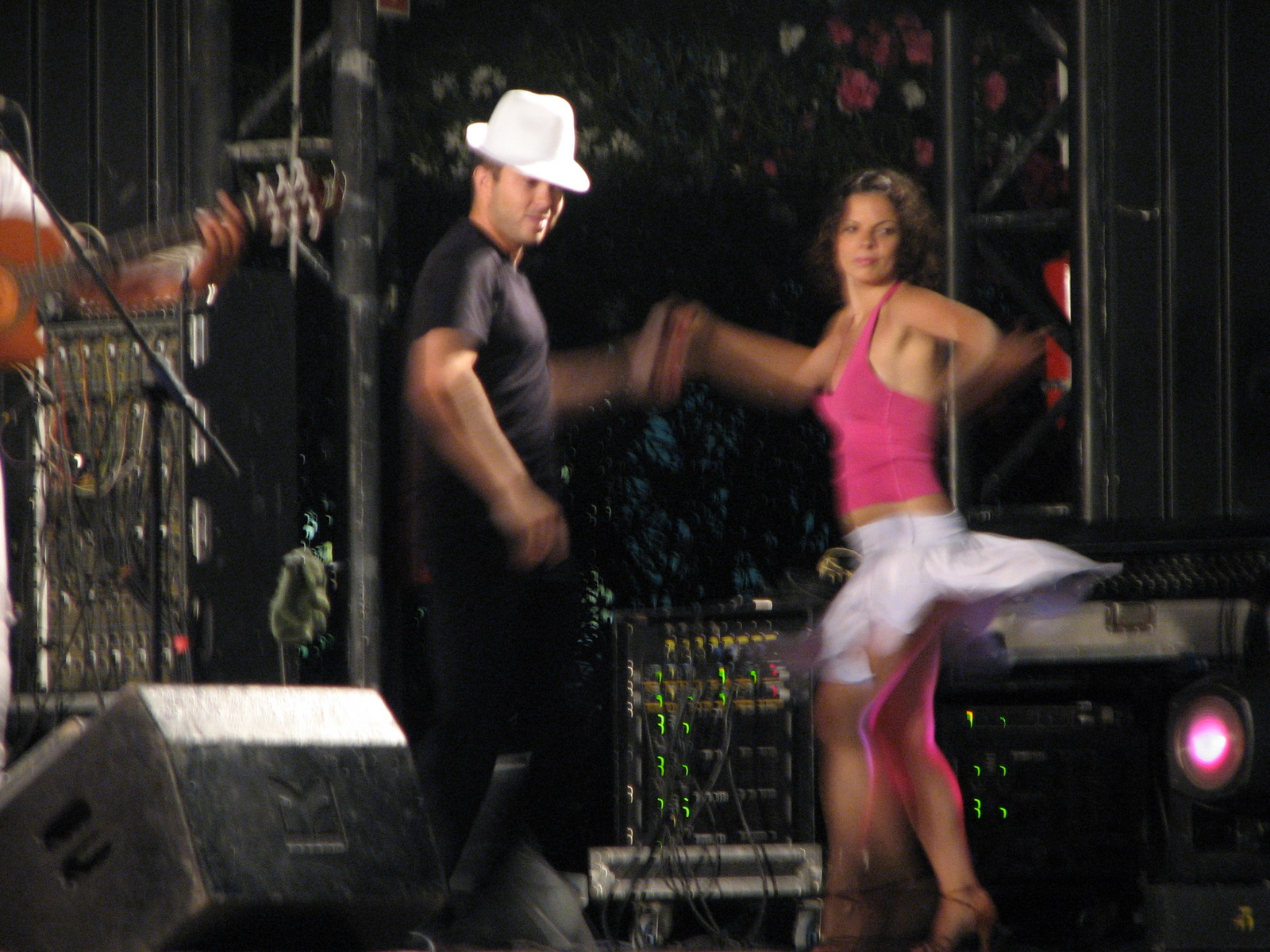
Ballerini al Fatacil Agriculture and Tourism Fair in Portogallo